# Rafael Simancas
Rafael Simancas Simancas, né le 1er juillet 1966 à Kehl, est un homme politique espagnol membre du Parti socialiste ouvrier espagnol (PSOE).
Il est secrétaire général du Parti socialiste de Madrid-PSOE (PSM-PSOE) entre 2000 et 2007 et élu député de la circonscription de Madrid en mars 2008.

## Biographie

### Un rapide retour en Espagne
Né dans le Bade-Wurtemberg, il déménage à Leganés en 1974. À peine huit ans plus tard, il décide de s'engager en politique et rejoint les Jeunesses socialistes (JSE). Il entre à l'université complutense de Madrid en 1984 et y obtient une licence de sciences politiques et sociologie.
Au cours de son cursus, il milite à la section socialiste universitaire (ASU), au sein de laquelle il exerce diverses responsabilités. Après avoir été salarié d'un centre culturel de Madrid en 1988 et 1989, il est recruté en 1991 par le département de la Formation du Parti socialiste ouvrier espagnol.

### Élu municipal à Madrid
À l'occasion des élections municipales organisées en mai 1995, il est investi en seizième position sur la liste socialiste de Juan Barranco dans la capitale espagnole.
Alors qu'il est âgé de seulement 29 ans, il est élu au conseil municipal de Madrid, tandis que la victoire revient au Parti populaire (PP). En juin 1999, il est remonté à la douzième place de la liste de Fernando Morán et se voit réélu malgré une nouvelle victoire du PP.

### Secrétaire général du PSM-PSOE
Pour le IXe congrès de la Fédération socialiste madrilène-PSOE (FSM-PSOE), organisé en novembre 2000, il est proposé par les « rénovateurs » comme un candidat de consensus pour le secrétariat général, alors que cinq personnes ont déjà fait acte de candidature et qu'il fait partie des « guerristes ». Il se retrouve principalement opposé à José Antonio Díaz, issu des « rénovateurs par la base » et disposant de l'appui d'une partie du courant rénovateur. Il obtient rapidement les soutiens de Pedro Sabando – qu'il nommera président de la FSM-PSOE en cas de victoire – et d'Antonio Carmona, député à l'Assemblée de Madrid et membre des rénovateurs,.
Lors du vote des délégués, le 25 novembre, il remporte 57,6 % des 617 suffrages exprimés. Le lendemain, il annonce la composition de la commission exécutive régionale, dans laquelle siège son adversaire en tant que vice-secrétaire général, qui compte 38 % de femmes et 45 % de rénovateurs. Cette intégration des battus amène les propres soutiens de Simancas à se rebeller, la commission ne recevant la confiance que de 50,4 % des délégués. À peine une semaine plus tard, il acte qu'il prendra la suite de Morán comme porte-parole du groupe socialiste à la mairie de Madrid, cette succession intervenant officiellement à la fin du mois de décembre.

#### L'élection de 2003: le succès
En avril 2002, les sections de la FSM-PSOE prennent fait et cause pour sa candidature comme chef de file pour l'élection régionale du 25 mai 2003. Il reçoit même le soutien de l'ancien président de la communauté de Madrid Joaquín Leguina, qui appuie son travail en tant que secrétaire général régional du parti. Il est investi à l'unanimité par la commission exécutive régionale le 13 mai suivant. Il révèle au mois de septembre que si la FSM-PSOE et la Gauche unie de Madrid (IU-M) surpassent le Parti populaire de Madrid (PPM), « il y aura un gouvernement progressiste dans la région », la participation des écosocialistes à l'exécutif n'étant cependant pas encore décidée.
Le jour du scrutin, la Fédération socialiste madrilène-PSOE totalise 1 225 390 voix, soit 40,8 % des exprimés, et 47 députés sur 111 à l'Assemblée de Madrid. Bien qu'ils arrivent deuxièmes, derrière le PPM d'Esperanza Aguirre qui perd sa majorité absolue avec 55 parlementaires, les socialistes réalisent une performance puisque, pour la première fois depuis l'élection de 1983, ils obtiennent plus d'un million de voix et plus de 45 élus. Avec les 9 sièges de IU-M, la gauche est majoritaire dans la Communauté de Madrid.
Les deux formations entament des négociations gouvernementales dès le lendemain de l'élection, alors que les conservateurs refusent encore d'admettre leur défaite. À titre personnel, Simancas souhaite la présence de membres d'IU au conseil de gouvernement, quand bien même la FSM-PSOE reste ouverte à l'idée d'un gouvernement minoritaire. Simancas est en outre choisi comme nouveau porte-parole du groupe parlementaire socialiste.

#### La crise politique de l'affaire Tamayo
Cependant, une crise politique intervient le 10 juin, jour de la session constitutive de la VIe législature de l'Assemblée de Madrid : les députés socialistes Eduardo Tamayo et María Teresa Sáez quittent la salle des séances, donnant la majorité absolue des présents au Parti populaire de Madrid et permettant l'élection de la conservatrice Concepción Dancausa en lieu et place du socialiste Francisco Cabaco à la présidence de l'Assemblée ; Tamayo se justifie par son refus de voir formé un gouvernement de coalition avec les écosocialistes. De ce fait, lors de la session consacrée à l'investiture du président de la communauté de Madrid, aucun parti ne présente de candidat, la chef de file du PPM Esperanza Aguirre réclamant la tenue d'une élection anticipée tandis que Simancas préfère garder du temps en demandant le respect des délais prévus par le statut d'autonomie et de la volonté exprimée par les électeurs lors du scrutin du 25 mai.
Après que les deux députés ont envoyé un courrier à Dancausa dans lequel ils affirment qu'ils souhaitent voter l'investiture du candidat socialiste, celui-ci annonce le 18 juin qu'il refuse de devenir président de la communauté autonome grâce à leurs suffrages : « Je n'accepterai jamais d'être investi président de la Communauté avec le soutien par action ou omission, tacite ou explicite, de deux corrompus ». Le lendemain, il s'associe au groupe parlementaire de la Gauche unie de Madrid pour demander à la présidente de l'Assemblée d'attendre jusqu'au maximum du délai légal, soit jusqu'au 27 août, avant de décider de la convocation d'élections anticipées, dans l'objectif d'obtenir des deux déserteurs qu'ils renoncent à leur mandat. Finalement, afin d'être sûr que Dancausa accepte sa demande, il annonce le 24 juin qu'il se soumettra à un vote d'investiture, mais réaffirme son refus d'obtenir les voix de Tamayo et Sáez, ce qui signifie que deux députés de son groupe voteront blanc. Les deux déserteurs refusent de lui apporter leurs votes, et avec sa propre abstention, il se retrouve le 28 juin en minorité, par 54 voix contre 55.

#### La défaite de l'élection anticipée
Au mois de juillet, le groupe parlementaire socialiste choisit Simancas comme l'un des deux sénateurs qu'il doit désigner sur le total des six que doit élire l'Assemblée de Madrid. Dans le même temps, le secrétaire général du PSOE José Luis Rodríguez Zapatero confirme qu'il sera à nouveau chef de file de la FSM-PSOE lors de l'élection régionale anticipée, le comité fédéral du parti devant le proclamer officiellement le 5 septembre suivant. Au Sénat, il est deuxième vice-président de la commission générale des communautés autonomes et membre suppléant de la députation permanente.
Rafael Simancas reçoit le 3 septembre l'investiture du comité régional de la FSM-PSOE par 475 votes pour, 39 contre et 4 nuls, soit plus de 91 % de suffrages favorables.
Cependant, au cours de l'élection régionale anticipée du 26 octobre 2003, la Fédération socialiste madrilène-PSOE est en recul, avec 1 083 205 voix, soit 39,69 % des exprimés, et 45 députés sur 111 à l'Assemblée de Madrid. Les deux élus perdus par rapport à l'élection de mai reviennent au Parti populaire de Madrid, qui totalise 57 députés et 49,34 % des voix, soit la majorité absolue au Parlement régional.
Cette défaite ne l'empêche pas d'être réélu le 17 juillet 2004 secrétaire général des socialistes de la Communauté de Madrid – qui décident par ailleurs de prendre le nom de Parti socialiste de Madrid-PSOE (PSM-PSOE) – avec 89,51 % des suffrages exprimés des délégués lors du Xe congrès régional. Le lendemain, la nouvelle commission exécutive régionale, dans laquelle le secrétaire à l'Organisation Antonio Romero quitte ses fonctions pour celles de vice-secrétaire général au profit du plus consensuel Andrés Rojo, est approuvée par 76,32 % des voix des délégués. En clôture du congrès, Zapatero, désormais président du gouvernement, présente « Rafael Simancas comme candidat » à l'élection régionale de mai 2007.

#### La défaite de 2007 et la démission
Lors de la réunion du comité régional du 28 mai 2006, il est investi chef de file du PSM-PSOE à l'élection régionale du 27 mai 2007 par acclamation des quelque 500 membres de cette instance, après seulement dix minutes de débat ; c'est la première fois dans l'histoire de la fédération socialiste madrilène qu'une désignation se fait sans vote formel, sans critiques et sans reproches.
La défaite est sévère lors du scrutin : les socialistes continuent de reculer et engrangent 1 002 862 voix, soit 34,16 % et 42 députés sur 120, tandis que les conservateurs s'affirment comme les grands vainqueurs avec 54,23 % des exprimés et 67 parlementaires. Très ému, il reconnaît sa défaite le soir même, tandis que sa démission paraît inéluctable. Cependant, le secrétaire à l'Organisation du PSOE José Blanco, ainsi que la commission exécutive fédérale du parti, lui demandent de rester en poste jusqu'à la tenue des élections législatives du 9 mars 2008. Lors de la réunion de la commission exécutive régionale qui se tient dès le lendemain du scrutin, il confirme qu'il se maintient dans ses fonctions, mais qu'il ne sera pas candidat en 2011. Finalement, le 4 juin, afin de faire face aux critiques qui montent dans le PSM-PSOE quant au calendrier choisi pour la rénovation interne, José Luis Rodríguez Zapatero approuve la démission de Rafael Simancas.
La numéro deux de la liste régionale et ancienne ministre des Affaires sociales Matilde Fernández est ensuite choisie pour prendre sa suite comme porte-parole parlementaire tandis que lui-même se voit réélu au Sénat. Pour ce deuxième mandat à la chambre haute, il est président de la commission du Règlement, membre de la députation permanente et membre de la commission générale des communautés autonomes.

### Député au Congrès
Lors des élections législatives du 9 mars 2008, il se présente au Congrès des députés, en dixième position sur la liste des candidats socialistes dans la Communauté de Madrid. Élu à la chambre basse des Cortes Generales, il doit renoncer à ses deux autres mandats. Il devient alors porte-parole socialiste à la commission de la Culture, membre de la commission constitutionnelle et de la commission non-permanente de la Sécurité routière et de la Prévention des accidents de la route ; en avril 2009 il prend les fonctions de porte-parole à la commission de l'Équipement, rejoint le mois suivant la commission des Budgets tout en quittant celle de la Sécurité routière, et abandonne en septembre son poste à la commission de la Culture, où il continue de siéger.
Pour les élections législatives anticipées du 20 novembre 2011, il est investi à la cinquième place de la liste madrilène du PSOE. Pour ce nouveau mandat parlementaire, il reste porte-parole à la commission de l'Équipement, siège à la commission des Budgets et à la commission de la Culture. Il intègre également la députation permanente en juin 2012. En clôture du XXXVIIIe congrès fédéral du PSOE à Séville, le 5 février 2012, il est choisi par le nouveau secrétaire général Alfredo Pérez Rubalcaba en tant que secrétaire à la Formation. Il n'est pas reconduit dans la commission exécutive fédérale nommée lors du congrès extraordinaire de juillet 2014, mais est élu membre du comité fédéral avec de nombreux autres secrétaires non-reconduits.

### Chef du PSM-PSOE par intérim
Le 11 février 2015, la commission exécutive fédérale du PSOE destitue la commission exécutive du PSM-PSOE, à la suite de la mise en cause de Tomás Gómez dans une enquête judiciaire, et désigne une direction provisoire, dont la présidence revient à Simancas et chargée de préparer les échéances électorales de mai. Après ce scrutin, un congrès extraordinaire est organisé, qui voit l'élection de Sara Hernández.

### Vie privée
Il est marié, père de deux enfants et réside à Arroyomolinos, dans la Communauté de Madrid.